# Tongre-Notre-Dame
Tongre-Notre-Dame (en wallon Tongue-Nosse-Dame) est une section de la commune belge de Chièvres, située en Région wallonne dans la province de Hainaut.
C'était une commune à part entière avant la fusion des communes de 1977.
Le village se trouve au bord du canal Blaton-Ath. Ce village est né grâce à la commune voisine de Tongre-Saint-Martin.

## Étymologie
En 1118, Tungres ; 1119, 1195, Tongra; 1186, Tongre ; 1200, Tongrira.

## Géographie
Tongre-Notre-Dame présente une altitude de 49 m au seuil de la porte principale de l'église. Son terrain, assez inégal, repose sur un sol argileux.
L'agriculture y est développée, notamment la production d'œufs, la culture de la chicorée, ainsi que des activités de meunerie et de brasserie.
Le village est situé à 7 km d'Ath, 24 km de Mons, 3,5 km de Chièvres et 1,5 km de Ladeuze. Il fait face à l’ancien Tongre, aujourd’hui Tongre-Saint-Martin, situé de l’autre côté du canal.
Il est traversé au sud-est par la Hunelle, affluent de la Dendre, ainsi que par le canal Blaton-Ath à l'ouest.

## Évolution démographique
- Sources : INS, Rem. : 1831 jusqu'en 1970 = recensements, 1976 = nombre d'habitants au 31 décembre.

## Histoire
Ancienne seigneurie appartenant, au XIe siècle, à Hector, sire de Tongre. Au XIIIe siècle, elle appartenait à un seigneur d'Audenaarde et passa ensuite dans les familles de Jeumont, de Montmorency, de Horst, de Lannoy. La terre et seigneurie de Tongre-Notre-Dame était un fief ample, mouvant et relevant de la cour féodale du comté de Hainaut, consistant en toute justice haute, moyenne et basse; droits de mortemain, etc. Châtellenie d'Ath ; diocèse de Cambrai.

## Héraldique
|  | Les armoiries apparaissent au XVIIe siècle sur le sceau local, et sont sur le sceau soutenues par Sainte-Marie. Ces armes sont celles de la baronnie de Lens, à laquelle le village a été ajouté en 1563. Blasonnement : D'argent à trois lionceaux de gueules, armés, lampassés et couronné d'or. - Arrêté royal : 18 avril 1889 |

## Patrimoine et culture

### Patrimoine architectural

#### Basilique Notre-Dame de Tongre
C'est dans cette localité que se trouve la Basilique Notre-Dame de Tongre qui est un lieu important de pèlerinage dans le Hainaut occidental.
Le 16 octobre 2015 au cours d'une messe pontificale présidée par l'évêque de Tournai, une relique du Bienheureux Empereur Charles d'Autriche (1887-1922) est déposée de façon définitive à la basilique pour qu'elle soit vénérée par les pèlerins.

## Personnalités liées à la commune
- Charles Louis Durondeau, brasseur à Tongre-Saint-Martin , y a obtenu la variété de poire Beurré Durondeau, en 1811[1].
- Le baron François Empain, né à Tongre-Notre-Dame, le 25 juin 1862.